# تانيت للنشر والدراسات
دار تانيت للنشر والدراسات دار نشر مغاربية، تأسست عام 1995 بمبادرة من مؤسسها عبد المنعم المحجوب وبرعاية البروفيسور المبروك القايد والأستاذ الراحل علي فهمي خشيم.
نشرت الدار أكثر من مجلة دورية، مثل مجلة تانيت، ومجلة تحرير الكتابة، ومجلة أفراسيا، ومجلة لسان العرب وقامت بتنفيذ مجلات أخرى مثل مجلة فضاءات ومجلة تبو. كما نشرت الدار معظم مؤلفات عبد المنعم المحجوب، ومؤلفات كتاب معاصرين مثل الباحث السياسي زكريا شاهين والباحث الإسلامي صالح عبد القدوس والشاعر وليد الزريبي والشاعر عبد الرحمن مطر والعديد من الكتاب والشعراء والباحثين.